# ديديه كوكيو
ديديه كويكو (25 يوليو 1944

 في كواديران) (بالفرنسية: Didier Couécou)‏ لاعب ومدرب كرة قدم فرنسي معتزل كان يجيد اللعب في مركز المهاجم .
لعب في أندية بوردو (1963-1969) نيس (1969-1970) مرسيليا (1970-1972) نانت (1972-1974) مرسيليا مجددا (1974) بوردو مجددا (1974-1976) .
انضم إلى تشكيلة منتخب فرنسا المشارك في بطولة كأس العالم لكرة القدم 1966 التي أقيمت في إنجلترا ولكنه لم يلعب في أي مباراة . شارك في مباراة دولية واحدة في سنة 1967 من دون أن ينجح في تسجيل أي هدف .
تولى تدريب نادي بوردو لفترة بسيطة سنة 1989 .

## وصلات خارجية
- ديديه كوكيو على موقع قاعدة بيانات كرة القدم.إي يو (الإنجليزية)
- ديديه كوكيو على موقع ناشيونال فوتبول تيمز (الإنجليزية)